# صلیب شایستگی برای زنان و دختران
صلیب شایستگی یا (لیاقت) برای زنان و دختران (به آلمانی: Ehrenkreuz für Frauen und Jungfrauen) در تاریخ ۲۲ مارس ۱۸۷۱ توسط ویلهلم یکم، امپراتور آلمان برای تقدیر از زنان آلمان ایجاد شد. این جایزه فقط به زنان اهدا می‌شد ولی یک نشان شوالیه مختص بانوان نبود. زنان و دختران به درخواست پرنس ماریا لوئیزا آگوستا کاترینا مورد تقدیر قرار می‌گرفتند و این نشان توسط امپراتور قیصر آلمان به آنها اعطا می‌شد.
اولین صلیب لیاقت برای زنان و دختران در سال ۱۸۷۱ به پرنسس آگوستا، همسر ویلهلم یکم اعطا شد. تا پایان جنگ جهانی اول، بیش از ۲۹۷۹ زن این نشان را دریافت کرده بودند.

## توصیف نشان
ظاهر و شکل این نشان بسیار شبیه به صلیب آهنین است، اما بر روی آن در تقاطع دسته‌ها، نماد صلیب سرخ قرار دارد. بر روی پشت آن، تاج سلطنتی به همراه حروف "A" و "W" به هم تنیده و تاریخ ۱۸۷۰–۱۸۷۱ نقش بسته است. این صلیب با یک روبان به شکل پاپیون از سینه چپ آویزان می‌شد. روبان آن مشابه روبان صلیب آهن برای غیرمبارزان، سفید با نوارهای سیاه در لبه است.

## درجه‌ها
صلیب لیاقت برای زنان و دختران در سه درجه اعطا می‌شود:
- صلیب لیاقت طلا
- صلیب لیاقت نقره
- صلیب لیاقت برنزی

درجه صلیب لیاقت بر اساس خدمات فرد تعیین می‌شود. صلیب لیاقت طلا به زنانی اعطا می‌شود که خدمات فوق‌العاده‌ای در زمینه‌های مختلف ارائه داده باشند. صلیب لیاقت نقره به زنانی اعطا می‌شود که خدمات قابل توجهی ارائه داده باشند. صلیب لیاقت برنزی به زنانی اعطا می‌شود که خدمات ارزشمندی ارائه داده باشند.

## شرایط دریافت
برای دریافت صلیب لیاقت برای زنان و دختران، فرد باید شرایط زیر را داشته باشد:
- زن یا دختر باشد
- حداقل ۱۸ سال سن داشته باشد
- خدمات قابل توجهی در زمینه‌های مختلف ارائه داده باشد
- شهروند آلمانی باشد یا در آلمان اقامت داشته باشد

## مقام اعطا کننده
صلیب لیاقت برای زنان و دختران توسط رئیس‌جمهور آلمان اعطا می‌شود. رئیس‌جمهور می‌تواند این نشان را به پیشنهاد وزارتخانه‌ها، سازمان‌های دولتی و غیردولتی و همچنین افراد حقیقی اعطا کند.

## دریافت کنندگان برجسته
برخی از زنان برجسته‌ای که صلیب لیاقت برای زنان و دختران را دریافت کرده‌اند عبارتند از:
- مادر ترزا، راهبه کاتولیک و بنیانگذار مبلغان خیریه
- آنا فرانک، نویسنده یهودی آلمانی که خاطرات خود را از دوران هولوکاست در کتاب «خاطرات یک دختر جوان» منتشر کرد
- آگاتا کریستی، نویسنده انگلیسی داستان‌های جنایی
- ماری کوری، فیزیکدان و شیمیدان لهستانی-فرانسوی که دو بار برنده جایزه نوبل شد
- آنگلا مرکل، صدراعظم آلمان